# Bistrica ob Sotli
Bistrica ob Sotli (tyska: Feistritz am Sattelbach) är ett samhälle och en kommun belägen i östra Slovenien. Kommunen har 1 327 invånare och samhället med samma namn har 236 invånare (2019).

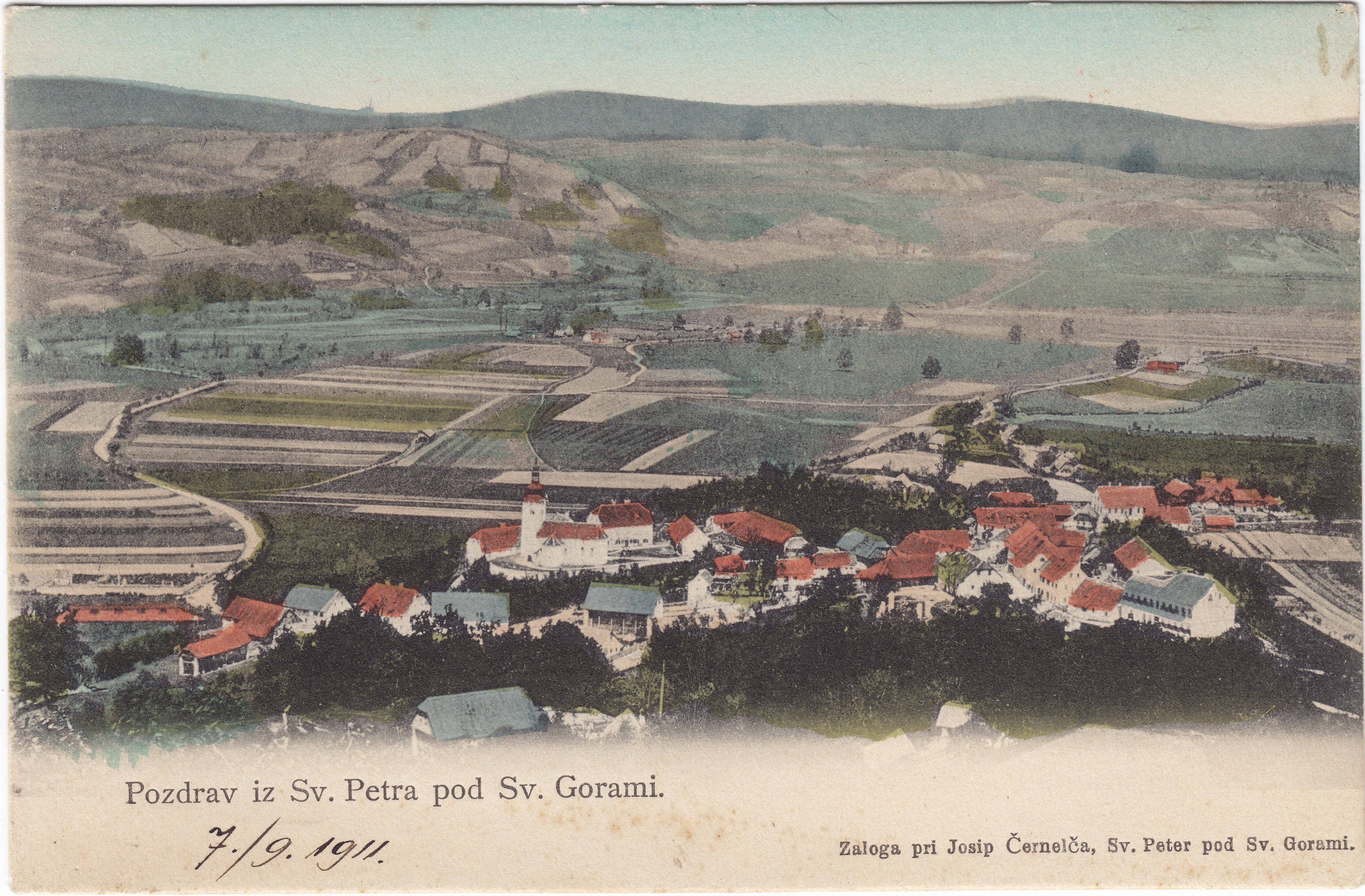
Vykort från Bistrica ob Sotli, 1911

Samhället hette tidigare Sveti Peter pod Svetimi Gorami och fick sitt nuvarende namn år 1952.